# Wolfella evansi
Wolfella evansi är en insektsart som beskrevs av Kramer 1965. Wolfella evansi ingår i släktet Wolfella och familjen dvärgstritar. Inga underarter finns listade i Catalogue of Life.